# Limonia phragmitidis
Limonia phragmitidis is een tweevleugelige uit de familie steltmuggen (Limoniidae). De soort komt voor in het Palearctisch gebied.